# Klaus-Michael Bonsack
Klaus-Michael Bonsack (* 26. Dezember 1941 in Waltershausen; † 5. März 2023 in Innsbruck, Österreich) war ein deutscher Rennrodler, der für die DDR startete.

## Karriere
Bonsacks sportliche Karriere begann auf der Spießbergbahn der unweit seines Heimatortes gelegenen Rennrodel-Hochburg Friedrichroda. 1964 wurde er bei Olympischen Spielen in Innsbruck als Teil der gesamtdeutschen Mannschaft Zweiter im Einsitzer. Bei den Olympischen Spielen 1968 in Grenoble wurde der für die DDR startende Bonsack mit Thomas Köhler Olympiasieger im Doppelsitzer und war bei der Schlussfeier der Fahnenträger der Mannschaft der DDR. Vier Jahre später führte er dann die DDR-Mannschaft als Fahnenträger ins Stadion bei der Eröffnungsfeier in Sapporo. Mit Wolfram Fiedler gewann er die Bronzemedaille im Doppelsitzer. Zwischen 1963 und 1970 gewann Bonsack zudem sechs Medaillen bei Rennrodel-Weltmeisterschaften. Gemeinsam mit Thomas Köhler wurde er bei der Weltmeisterschaft 1967 in Hammarstrand Weltmeister im Doppelsitzer. Bonsack startete für den SC Traktor Oberwiesenthal und gewann insgesamt elf DDR-Meistertitel.
Der gelernte Schlosser (1964 tätig im VEB Waggonbau Gotha) studierte an der Ingenieurschule in Schmalkalden. Nach dem Ende seiner aktiven Laufbahn arbeitete er im wissenschaftlichen Zentrum des Schlitten- und Bobsportverbandes der DDR. Von 1981 bis 1998 fungierte er als technischer Delegierter des Internationalen Rennrodelverbandes FIL, 1985 wurde er im Weltverband zum Vizepräsidenten für Technik und 1994 zum Kommissionsvorsitzenden der technischen Kommission gewählt.
1990 übernahm Bonsack die Trainerposition beim österreichischen Rodelverband und trainierte unter anderem Doris und Angelika Neuner, die 1992 olympisches Gold und Silber gewannen. Er lebte seit dieser Zeit in Innsbruck, wo er Anfang März 2023 starb.

## Ehrungen
Ihm wurde im Juni 1964 der Vaterländischen Verdienstorden in Bronze verliehen. 1968 erhielt er für seinen Olympiasieg den Vaterländischen Verdienstorden in Silber und nach den Olympischen Winterspielen 1972 diesen Orden in Gold. Bonsack gehörte seit 2004 der FIL Hall of Fame an. Seit 2012 war er Ehrenbürger der Stadt Friedrichroda.